# Zbójca smolisty
Zbójca smolisty (Ocypus macrocephalus) – gatunek chrząszcza z rodziny kusakowatych i podrodziny kusaków. Zamieszkuje góry w środkowej części Europy.

## Taksonomia
Gatunek ten opisany został po raz pierwszy w 1802 roku przez Johanna L.C. Gravenhorsta pod nazwą Staphylinus macrocephalus. Jako miejsce typowe wskazano „montes Hercyniae”, czyli góry Harz. 

## Morfologia
Chrząszcz o wydłużonym ciele długości od 18 do 24 mm. Głowa jest czworokątna w zarysie, czarna ze słabym połyskiem brązowym. W widoku grzbietowym skronie są znacznie dłuższe od oczu. Czułki są ciemnobrunatne z czerwonobrunatnymi wierzchołkami i mają człon przedostatni dłuższy niż szeroki. Żuwaczki są stosunkowo krótkie i uzębione. Barwa głaszczków jest czerwonobrunatna. Głaszczki wargowe mają człon ostatni pośrodku najszerszy i tam nieco szerszy niż przedostatni. Przedplecze jest czarne ze słabym połyskiem brązowym, węższe od głowy, tak długie jak szerokie, pokryte punktami rozstawionymi na odległości trochę mniejsze niż ich średnice do większych od ich średnic. Pokrywy są czerwonobrunatne do brunatnych, o krawędziach bocznych krótszych niż przedplecze. Odnóża są ciemnobrunatne z czerwonobrunatnymi stopami. Przednia ich para ma na goleniach co najwyżej drobne kolce. Odwłok jest smolistobrunatny. Piąty tergit cechuje się brakiem jasnej obwódki tylnego brzegu, a szósty znacznie rzadszym owłosieniem i punktowaniem niż poprzednie. 

## Ekologia i występowanie
Owad górski. Preferuje wilgotne siedliska w obrębie strefy reglowej (zwłaszcza buczyny i lasy mieszane), ale spotykany jest też na połoninach i w piętrze kosodrzewiny. Bytuje pod gnijącym listowiem, wśród mchów, pod kawałkami drewna i kamieniami oraz w owocnikach grzybów.
Gatunek palearktyczny, europejski, znany z Niemiec, Szwajcarii, Austrii, Włoch, Polski, Czech, Słowacji i Rumunii. W Polsce podawany jest z Sudetów, Beskidu Żywieckiego, Beskidu Małego, Garbu Tenczyńskiego, Tatr, Pienin, Bieszczadów i okolic Przemyśla. Na „Czerwonej liście gatunków zagrożonych Republiki Czeskiej” umieszczony jest jako gatunek bliski zagrożenia wymarciem (NT). 